# He Xiangjian
He Xiangjian (chinesisch 何享健; Pinyin: Hé Xiǎngjiàn; * 5. Oktober 1942 in Shunde, Provinz Guangdong) ist ein chinesischer Unternehmer. Er ist Mitbegründer der Midea Group, einem der größten Gerätehersteller Chinas. Mit einem Vermögen von 33,3 Milliarden US-Dollar im Februar 2022 gehört er zu den vermögendsten Chinesen und den 100 reichsten Menschen der Welt.

## Leben
He Xiangjian begann sein Geschäft 1968 mit 23 Dorfbewohnern, die Glasflaschen und Plastikdeckel bauten. Im Alter von 38 Jahren wechselte er zu elektrischen Ventilatoren und nannte seine Firma Midea. Später stieg das Unternehmen zu den größten Elektroherstellern des Landes auf. Seit 2012 ist er nicht mehr Geschäftsführer von Midea, hält allerdings weiterhin Anteile an dem Unternehmen. Er ist verheiratet,  hat drei Kinder und lebt in Foshan. Seine Muttersprache ist Kantonesisch und er spricht nur schlecht Mandarin.